# Jacques-François Gallay
Pour les articles homonymes, voir Gallay.
Jacques-François Gallay, né à Perpignan le 8 décembre 1795 et mort à Paris le 18 octobre 1864, est un corniste, professeur de musique et compositeur français.

## Biographie
Né d'un père corniste, le jeune Jacques-François débute vers l'âge de 10 ans avec lui ses premières études du cor naturel. Après deux années, il est si doué qu'il remplace à la dernière minute son père au théâtre municipal dans Les Visitandines de François Devienne. À quatorze ans il avait déjà un grand succès et en l'absence de professeur capable de conduire ses progrès, les visiteurs lui conseillent de se rendre à Paris. En 1818 il est nommé directeur d'une société de musique nouvellement crée où il rencontre le fils d'Étienne Ozi, célèbre bassoniste, qui enseigne à Perpignan et le presse de se rendre à Paris. En juin 1820, le père donne l'autorisation à Jacques-François, bien que celui-ci soit âgé de 25 ans...
Il entre en 1820 au Conservatoire de Paris dans la classe de Louis François Dauprat, malgré la résistance du directeur, Louis François Perne d'accepter un élève de cet âge. Sous l'insistance de Dauprat, Gallay est pourtant admis.
Le 16 décembre 1821, Gallay obtient le 1er prix de cor au Conservatoire royal de musique et est surnommé par la suite premier cor de France.
Il se produit dès lors en soliste et les critiques appréciaient les qualités extraordinaires de son jeu et de son timbre. Ils notaient la clarté, la précision de ses interventions et la transparence de son articulation, en saluant sa virtuosité et la maîtrise de son registre aigu.
En 1825 il entre à l'orchestre du Théâtre Italien (futur Opéra Comique), après avoir appartenu à celui de l'Odéon et à la Chapelle Royale, poste qu'il perd en 1830, mais reprend en 1832 pour Louis-Philippe.
En 1842, il succède à son maître Dauprat au Conservatoire. Il meurt subitement en 1864 et toujours professeur en exercice.

## Œuvres
Il écrit de nombreuses œuvres pour son instrument, dont deux concertos, des duos et des nocturnes pour 2 cors, pour cor et piano ou cor et harpe.
Il laisse une méthode complète, intitulée Méthode pour le Cor, opus 54 (1843). L'œuvre est divisée en deux parties distinctes, l'une pour le premier cor (alto), l'autre pour le second cor (basse). Gallay a toujours joué un cor naturel, même après l'invention des pistons.
- 30 Études pour cor solo, opus 13
- Concerto pour cor no 1 en fa majeur, opus 18
- Trois trios, opus 24 (pour cors en fa)
  1. Trio no 1 : Allegro Maziale – Andante con moto – Menuetto – Allegro vivo
  2. Trio no 2 : Allegro maestoso – Adagio non troppo – Menuetto – Allegro agitato
  3. Trio no 3 : Allegro moderato – Andante grazioso – Menuetto – Finale. Vivace con brio
- Grand quatuor, opus 26 (pour cors en différents tons). Dédié à Rossini, lui-même corniste.
  1. Allegro con brio e resuloto
  2. Andante con moto
  3. Scherzo. Presto
  4. Finale. Vivace
- 40 Préludes pour cor solo, opus 27 (pub. c. 1830)
- 12 Grands Caprices pour cor, opus 32
- 20 mélodies pour cor, opus 33
- 22 Exercices pour cor Leduc, opus 37
- 3 Grands duos, opus 38
- Solo de cor no 9 pour cor et piano, opus 39
- Fantaisie sur « La Norma » de Bellini, pour cor et piano, opus 40
- 6 Duos faciles, pour deux cors, opus 41
- 12 Grandes Études Élégantes pour cor solo, opus 43
- Récréations musicales, opus 44
- Fantaisie sur « L'elisir d'amore » de Donizetti pour cor (en fa) et piano, opus 46 (pub. 1842) Dédié à son ami Monsieur Mainnemare.
- 12 Études pour cor solo et second cor, opus 57
- 3 Sonates pour cor et basse (ou violoncelle)
- La Saint-Hubert, suite pour 3 cors

## Discographie
- Trois trios op. 24 et Grand Quatuor op. 26 pour cors - Ensemble Corniloquio (2004 - Arsis 4188)